# Jämställdhetsparadoxen
Jämställdhetsparadoxen beskriver de båda könens respektive benägenhet att genomgå matematik- och teknikutbildningar. I jämställda och välmående länder tenderar kvinnor – i högre grad än i mindre utvecklade länder – att välja utbildningar som alltjämt ingår i den typiska kvinnokönsrollen. 

## Begreppsdefinition
Begreppet "jämställdhetsparadox" (engelska: gender-equality paradox) beskriver faktumet att könssegregationen både på arbetsmarknaden och inom den högre utbildningen är större i länder som är mer jämställda och mer välmående. Begreppet används även för att beskriva att mäns och kvinnors personlighetsdrag är mer olika i mer jämställda och mer välmående länder.

## Jämställdhetsparadox i STEM-ämnen
Forskning har visat att förhållandevis rikare och förmodade jämställda länder som Sverige – liksom i grannländerna Finland och Norge – har en relativt liten andel kvinnor som väljer matematiska och tekniska ämnen på universitetet.

## Jämställdhetsparadox när det gäller personlighetsdrag
Professor Armin Falk och doktoranden Johannes Hermle genomförde en studie där de lät intervjua 80 000 personer i 76 olika länder. Intervjupersonerna skulle skatta sig utifrån olika preferenser: risktagande, tålamod, altruism, positiv och negativ ömsesidighet och förtroende. Falk och Hermle drog slutsatsen att män och kvinnor har mer olika preferenser i rika och jämställda länder än i fattiga och mindre jämställda länder. En svensk studie från 2018 kom fram till ett liknande resultat.
En studie av Erik Giolla och Petri Kajonius från 2019 undersökte skillnader mellan mäns och kvinnors personlighetsdrag utifrån femfaktorteorin och kom fram till att skillnader mellan könen var större i mer jämställda länder. I en studie från 2008 undersökte Richard Lippa både personlighetsdrag samt jobbpreferenser bland 200 000 respondenter i 53 länder. Hans resultat visade att jämställdhet och välstånd korrelerade positivt med personlighetsdraget "vänlighet" i femfaktorteorin.